# Villers-Tournelle
Villers-Tournelle är en kommun i departementet Somme i regionen Hauts-de-France i norra Frankrike. Kommunen ligger i kantonen Montdidier som tillhör arrondissementet Montdidier. År 2022 hade Villers-Tournelle 158 invånare.

## Befolkningsutveckling
Antalet invånare i kommunen Villers-Tournelle
| Referens: INSEE |